# Попов, Владимир Павлович
Владимир Павлович Попов (26 июня 1945 — 3 января 2025, Санкт-Петербург) — советский и российский дирижёр. Заслуженный деятель искусств Российской Федерации (1995). Художественный руководитель и главный дирижер Государственного Русского концертного оркестра Санкт-Петербурга (1991—2025).

## Биография
Окончил Ленинградскую консерваторию по специальности баян в 1967 году и Новосибирскую консерваторию по специальности оперно-симфоническое дирижирование в классе Арнольда Михайловича Каца в 1978 году.

Из интервью газете «Санкт-Петербургский Музыкальный вестник»
«Я вырос в музыкальной семье, отец играл на скрипке, мама на фортепиано.
И, наверное, естественно, что я хотел стать или скрипачом, или пианистом. Но из-за травмы руки в скрипичный класс меня не приняли, пришлось освоить баян. Я окончил в Херсонском музыкальном училище отделение, где главной специальностью было „Дирижирование народным оркестром“. И с тех пор буквально „заболел“ дирижированием.

Затем была Ленинградская консерватория, где продолжил осваивать мастерство в классе В. Н. Ильиной, ученицы легендарного И. А. Мусина. Получил диплом как дирижер оркестра народных инструментов, мне присвоили квалификации „концертный исполнитель“ и „дирижер-педагог“, и госэкзамен по баяну, как ни странно, сдал на „отлично“. Сразу по окончании, в 1968 году, мне предложили руководить симфоническим оркестром в Дальневосточном институте искусств, где я вел народный и симфонический оркестры. Оттуда переехал в Астрахань, затем — в Новосибирск. Поступил на факультет оперно-симфонического дирижирования, был одновременно старшим преподавателем консерватории и студентом этого факультета. Учился у знаменитого дирижера Арнольда Михайловича Каца. Арнольд Михайлович гениально дирижировал, я не мог отвести глаз, был заворожен, дух захватывало. Такой пластики, такой техники я никогда ни у кого не встречал. Когда я пришел к нему в класс, то сутками думал— почему тот или иной жест вызывает ту или иную реакцию музыкантов. Всё, чего я достиг в профессии, — от Арнольда Михайловича, который не очень умел объяснять, но гениально показывал».
С 1968 по 1978 год вёл преподавательскую деятельность в г. Владивосток (Дальневосточный институт искусств), в г. Астрахань (Астраханская государственная консерватория), в г. Новосибирск (Новосибирская государственная консерватория им. М. И. Глинки).
С 1978 по 1984 год — художественный руководитель и главный дирижер Государственного академического русского оркестра им. В. В. Андреева.
С 1987 по 1991 год — дирижёр Театра оперы и балета Санкт-Петербургской Государственной консерватории им. Н. А. Римского-Корсакова (Чайковский — «Иоланта», «Евгений Онегин»; Пуччини — «Мадам Баттерфляй»; Масканьи — «Сельская честь»).
С 1991 — основатель, главный дирижер и художественный руководитель Государственного Русского концертного оркестра Санкт-Петербурга — коллектива, который является одним из лучших представителей исполнительства на русских народных инструментах, бережно сохраняя традиции основателя жанра — В. В. Андреева.
Скончался 3 января 2025 года на 80-м году жизни.

## Награды и звания
- Заслуженный деятель искусств Российской Федерации (19.10.1995)[5]
- Почётная грамота Губернатора Санкт-Петербурга (2010, 2011)
- Благодарность Президента Российской Федерации за заслуги в области культуры и искусства (2015)
- Медаль ордена «За заслуги перед Отечеством» II степени (11.11.2019)[6]

## Семья
Сын — Попов Павел Владимирович, скрипач, лауреат премии Президента России, доцент Санкт-Петербургской государственной консерватории им. Н. А. Римского-Корсакова, академик Петровской академии наук и искусств, приглашённый профессор University of Mahanaim, США, артист Заслуженного коллектива России Академического симфонического оркестра Санкт-Петербургской филармонии им. Д. Д. Шостаковича.